# (117714) Kiskartal
(117714) Kiskartal est un astéroïde de la ceinture principale.

## Description
(117714) Kiskartal est un astéroïde de la ceinture principale. Il fut découvert le 2 avril 2005 à Piszkesteto par Krisztián Sárneczky. Il présente une orbite caractérisée par un demi-grand axe de 3,07 UA, une excentricité de 0,06 et une inclinaison de 9,6° par rapport à l'écliptique.

## Compléments